# Rekombinace plazmatu
Rekombinace plazmatu je proces, při kterém pozitivní ionty z plazmatu zachytávají volné (energetické) elektrony a kombinují se s elektrony nebo negativními ionty na nové neutrální atomy (plyn). Rekombinace je exotermní reakce, což znamená, že uvolňuje teplo.
Rekombinace se obvykle děje v celém objemu plazmatu (objemová rekombinace), i když v některých případech se omezuje na některé speciální oblasti. Každý druh reakce se nazývá rekombinační mód a jejich jednotlivé vlastnosti silně ovlivňují vlastnosti plazmatu jako je jeho energie (teplo), hustota, tlak a teplota okolního prostředí. Každodenní příklad rychlé rekombinace plazmatu nastává, když vypnuteme zářivku. Plazma nízké hustoty v lampě (která generuje světlo bombardováním fluorescenční vrstvy na vnitřní straně skleněné stěny) rekombinuje v zlomku sekundy poté, kdy je generování plazmatu elektrického pole odstraněno vypnutím zdroje elektrické energie.
Rekombinační módy vodíku mají zásadní význam pro vývoj divertorových regionů pro tokamaky. Ve skutečnosti budou poskytovat dobrý způsob pro získávání energie vyrobené v jádru plazmatu. V současné době se má za to, že ztráty plazmatu pozorované v rekombinačním regionu jsou dány pravděpodobně dvěma různými módy: elektron-iontovou rekombinací (EIR) a rekombinací aktivovanou molekulami (MAR).